# 5830 Simohiro
5830 Simohiro è un asteroide della fascia principale. Scoperto nel 1991, presenta un'orbita caratterizzata da un semiasse maggiore pari a 2,2737729 UA e da un'eccentricità di 0,2035663, inclinata di 5,26927° rispetto all'eclittica.